# Hans Ulrich von Kotze

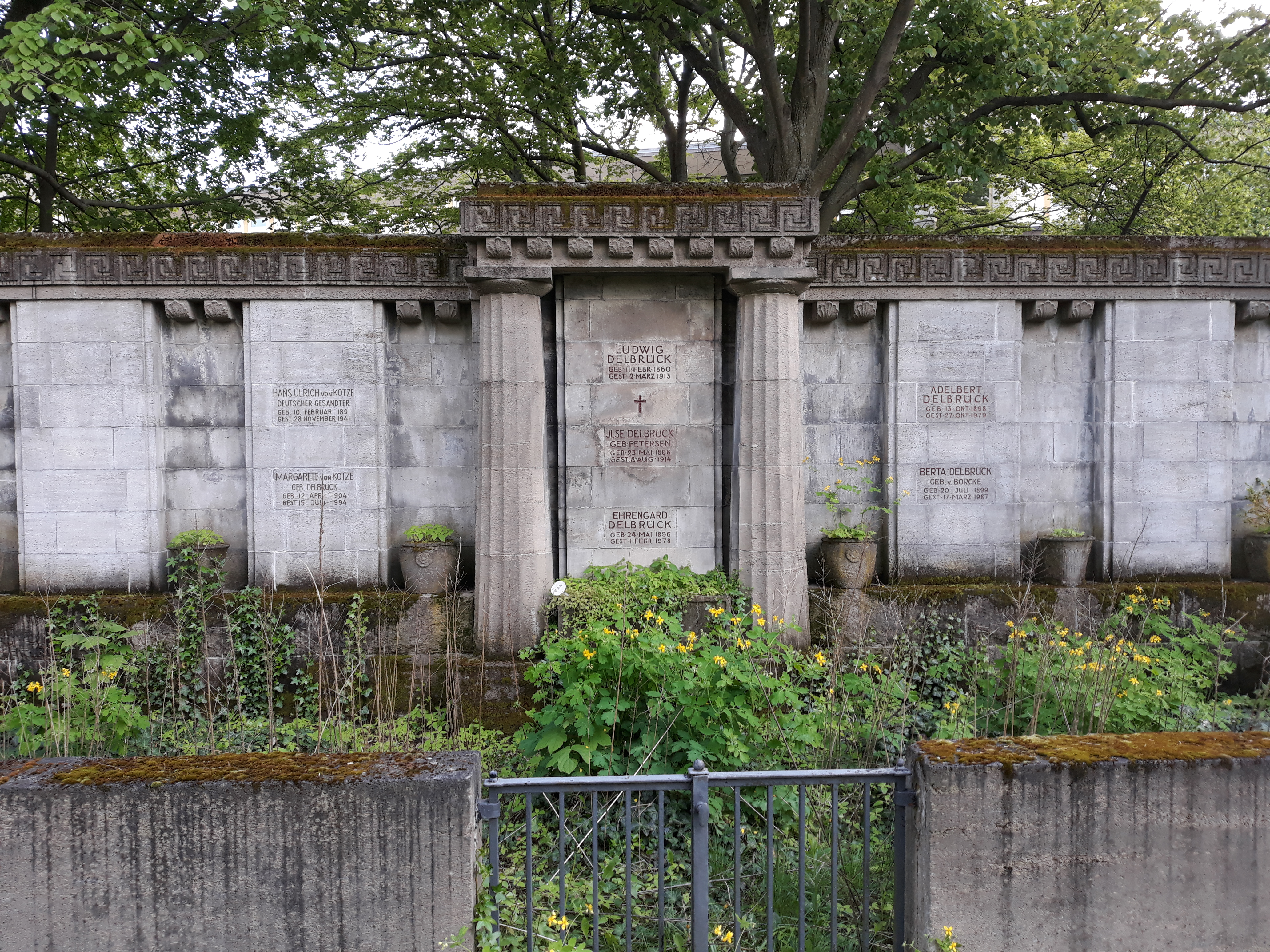
Das Grab von Hans Ulrich von Kotze und seiner Ehefrau Margarete geborene Delbrück im Familiengrab Delbrück auf dem Friedhof III der Jerusalemer und Neuen Kirche in Berlin

Hans Ulrich Richard Werner von Kotze (* 10. Februar 1891 in Hannover; † 28. November 1941 in Kopenhagen) war ein deutscher Offizier und Diplomat.

## Leben
Hans Ulrich von Kotze war der zweitälteste Sohn des späteren preußischen Generalleutnants Hermann von Kotze und dessen Ehefrau Agnes, geborene Wülbern (* 1867). Sein älterer Bruder Hans Gebhard wurde später auch Generalleutnant.
Kotze nahm am Ersten Weltkrieg an der Westfront teil und war von Oktober 1916 bis Juli 1917 in der OHL, Abteilung „Fremde Heere“ eingesetzt. Es folgte bis Juni 1918 seine Verwendung im Generalstab der 10. Infanterie-Division und anschließend ebenfalls im Generalstab bei der Ostsee-Division, ab Dezember 1918 in Finnland. Ab November 1918 wurde er als Militärattaché in Finnland eingesetzt und blieb dies bis Ende März 1920. Als Hauptmann schied er aus der Armee aus.
Aufgrund seiner Verbindungen und Sprachkenntnisse wurde er Ende Juli 1920 Pressesachverständiger bei der Gesandtschaft unter dem Gesandten August von Brück in Helsinki. 1921 ging er als Attaché ins Auswärtigem Amt zur Abteilung I und ab 1922 zur Abteilung W. 1923 wurde er an die Gesandtschaft in Budapest entsandt. 1923/24 war er wieder im Auswärtigen Amt, diesmal in der Abteilung II. Anschließend war er bis 1926 als Legationssekretär in Stockholm unter dem Gesandten Frederic von Rosenberg. Als Konsul war er 1926 in Algier und ein Jahr drauf in Alexandria. 1928 kam er wieder in die Abteilung II des Auswärtigen Amtes.
Von 1930 bis 1932 folgte sein Einsatz als Untergeneralsekretär im Sekretariat des Völkerbundes in Genf. Er wurde in dieser Funktion 1931/32 Mitglied der Lytton-Kommission in China. Anschließend kam er zur Abteilung IV. (Kultur) bzw. Kulturpolitischen Abteilung des Auswärtigen Amtes. Kurze Zeit später wurde er zusätzlich dem Reichsminister des Auswärtigen Konstantin von Neurath zugeteilt und war dort Leiter des Büros des Außenministers, ab 1933 als Legationsrat und ab als 1935 Legationsrat I. Klasse. 1936 war er zum Vortragenden Legationsrat ernannt worden.
Ab Dezember 1938 war er bis 1941 dann letzter deutscher Botschafter des Deutschen Reiches in Lettland. Bereits seit April 1939 wurde die Neutralitätsfrage und damit einhergehend eine mögliche deutsche Besetzung Lettlands durch von Kotze u. a. mit Werner von Grundherr zu Altenthann und Weiherhaus diskutiert. Die lettische Regierung forderte eine Stellungnahme Deutschlands, ohne diese letztendlich zu erhalten. In der Folge wurde er für die politischen Spielchen Deutschlands eingespannt, welche letztendlich Russland den Zugriff auf Lettland ermöglichten. Nach der Vereinbarung des deutsch-sowjetischen Nichtangriffspakts Ende August 1939 versicherte der lettische Außenminister Vilhelms Munters von Kotze gegenüber, dass sich Lettland durch den Pakt nicht tangiert fühle, wünschte aber wieder eine schriftliche Erklärung, dass der lettische Staat autonom bleiben würde. Ab Oktober 1939 sah von Kotze eine zunehmende Gefahr für die Volks- und Reichsdeutschen in Lettland und richtete eine Bitte an das Auswärtige Amt, entsprechende Evakuierungsmöglichkeiten per Schiff einzurichten. Ende Oktober 1939 unterzeichnete er mit dem lettischen Justizminister Hermanis Apsītis den deutsch-lettischen Umsiedlungsvertrag, welcher die Umsiedlung der Lettlanddeutschen in das Deutsche Reich vorsah. Ende des gleichen Jahres traf er mehrfach mit Munters zusammen, welcher sich über die deutsche Einstellung zu sowjetischen Gebietsinteressen informierte. Von Kotze stellte fest, dass die lettische Regierung uneinig über die Annäherung an die Sowjetunion war. Er gab auch die Information weiter, dass vermeintlich die Hälfte der lettischen Regierung bereit gewesen wären, Deutschland um Schutz zu bitten, wenn es ein deutsches Interesse gegeben hätte. Diese Mutmaßung war irreführend, Munters erhielt keine direkte Rückendeckung aus Deutschland, wurde aber seinerseits nach Moskau zu Unterredungen eingeladen. Später, Anfang 1940, übermittelt von Kotze nach Berlin die Feststellung, dass Russland sich vermehrt über die Lageentwicklung beschwere. Im April 1940 engagierte er sich auf Bitten von Professor Hans Wolf um die Überführung von Kunstgegenständen aus dem ehemaligen Dommuseum und dem Kurländischen Provinzialmuseum nach Deutschland. In der Folge steigerte sich der Druck in Lettland weiter, bis Anfang August 1940 Lettland offiziell durch die Sowjetunion okkupiert wurde. Kurz vor seinem Tod, die Botschaft in Riga war mit der sowjetischen Besetzung geschlossen worden und am 19. April 1941 war von Kotze aus Riga abgereist, wurde er noch zum Beauftragter für außenpolitische Fragen des Auswärtigen Amtes beim Reichsbevollmächtigten in Kopenhagen befohlen, wo er im November 1941 starb.
Von Kotze war Träger des Komturkreuzes mit dem Stern des österreichischen Verdienstordens.

## Auszeichnungen (Auswahl)
- Militär-Karl-Friedrich-Verdienstorden[4]
- Ritterkreuz des Orden vom Zähringer Löwen mit Schwertern[4]
- Militärverdienstorden des Königreichs Bayern IV. Klasse mit Schwertern[4]
- Eiserner Halbmond[4]